# Массіна (місто, Нью-Йорк)
Массіна (англ. Massena) — місто (англ. town) в США, в окрузі Сент-Лоуренс штату Нью-Йорк. Населення — 12 883 особи (2010).

## Демографія
Згідно з переписом 2010 року, у місті мешкали 12 883 особи в 5483 домогосподарствах у складі 3241 родини. Було 5894 помешкання
Расовий склад населення:
| - 92,4 % — білих - 4,1 % — корінних американців - 0,8 % — азіатів - 0,6 % — чорних або афроамериканців |

До двох чи більше рас належало 1,8 %. Частка іспаномовних становила 1,8 % від усіх жителів.
За віковим діапазоном населення розподілялося таким чином: 22,8 % — особи молодші 18 років, 59,9 % — особи у віці 18—64 років, 17,3 % — особи у віці 65 років та старші. Медіана віку мешканця становила 41,2 року. На 100 осіб жіночої статі у місті припадало 91,9 чоловіків; на 100 жінок у віці від 18 років та старших — 88,8 чоловіків також старших 18 років.
Середній дохід на одне домашнє господарство становив 50 910 доларів США (медіана — 41 066), а середній дохід на одну сім'ю — 62 672 долари (медіана — 55 100). Медіана доходів становила 52 561 долар для чоловіків та 36 761 долар для жінок. За межею бідності перебувало 24,4 % осіб, у тому числі 33,2 % дітей у віці до 18 років та 13,6 % осіб у віці 65 років та старших.
Цивільне працевлаштоване населення становило 5132 особи. Основні галузі зайнятості: освіта, охорона здоров'я та соціальна допомога — 28,4 %, роздрібна торгівля — 13,4 %, виробництво — 11,2 %, мистецтво, розваги та відпочинок — 11,0 %.